# Blueprint for a Sunrise
Blueprint for a Sunrise ist das zehnte Solo-Studioalbum von Yoko Ono. Gleichzeitig ist es einschließlich der drei Avantgarde-Alben sowie Some Time in New York City, Double Fantasy, Milk and Honey und zweier Interviewalben mit ihrem Ehemann John Lennon, zweier Kompilationsalben und des Live-Albums der Plastic Ono Band das insgesamt einundzwanzigste Album Yoko Onos. Es wurde am 9. November 2001 in den USA und Großbritannien veröffentlicht.

## Entstehungsgeschichte
Seit der Veröffentlichung des Albums Rising im Dezember 1995 und der anschließenden Tournee im Jahr 1996 zog sich Yoko Ono erneut aus dem Musikgeschäft zurück und konzentrierte sich auf andere künstlerische Tätigkeiten.
Im Jahr 2007, 34 Jahre nach der Veröffentlichung des Albums Feeling the Space, beschloss Yoko Ono erneut ein Album mit feministischen Themen aufzunehmen. Laut Yoko Ono passten im Gegensatz zu Feeling the Space bei Blueprint for a Sunrise die Texte auch zur Musik, da der Sound von Feeling the Space zu sanft sei.
Eine genauere Datierung der Aufnahmen wurde nicht dokumentiert, wie schon beim Vorgängeralbum waren die hauptsächlichen Studiomusiker ihr Sohn Sean Lennon und die beiden weiteren Musikern Timo Ellis und Sam Koppelman, diesmal wurde ihr Gruppenname IMA auf dem Cover der CD neben Yoko Ono nicht aufgeführt.
Die Lieder stammen laut CD-Begleitheft aus den Jahren 1968, 1973, 1995, 2000 und 2001. So erschien eine Demoversion von Mulberry auf der Wiederveröffentlichung des Albums Unfinished Music No. 2: Life with the Lions. Soul Got Out of the Box ist ursprünglich ein nicht veröffentlichtes Lied von den Aufnahmen zu Approximately Infinite Universe. Wouldnit "swing" ist ein Remix von Wouldnit vom Album Rising. I Remember Everything ist eine Liveaufnahme aus dem Jahr 1995.
Die musikalische Ausrichtung wie auch der Gesang ähneln dem Vorgängeralbum Rising, allerdings ist die musikalische Bandbreite insgesamt breiter gefächert, da verschiedene Musik- und Gesangsstile benutzt werden. So ist zum Beispiel I’m Not Getting Enough ein Reggae, It's Time for Action ! wird in 16 Sprachen von 14 Frauen inklusive Yoko Ono gesungen.
Yoko Ono beschloss nach der Veröffentlichung des Albums sich erneut aus dem Musikgeschäft zurückzuziehen, ihr nächstes neues Studioalbum Between My Head and the Sky erschien erst im September 2009. Ab dem Jahr 2001 wurden mehrere Neuabmischungen ihrer Musiktitel erfolgreich als Single veröffentlicht, so dass das nächste Album Yes, I’m a Witch, das im Februar 2007 erschien, ein Remix-Album wurde.

## Cover
Die Covergestaltung erfolgte von Yoko Ono. Der CD liegt ein 16-seitiges bebildertes Begleitheft bei, das die Liedtexte und Information zum Album enthält.

## Titelliste
Alle Titel des Albums wurden von Yoko Ono komponiert.
1. I Want You to Remember Me "A" – 1:22
2. I Want You to Remember Me "B" – 4:08
3. Is This What We Do – 2:58
4. Wouldnit "swing" – 2:38
5. Soul Got Out of the Box – 2:14
6. Rising II – 12:52
7. It's Time for Action ! – 3:25
8. I'm Not Getting Enough – 3:26
9. Mulberry – 8:34
10. I Remember Everything – 2:40
11. Are You Looking for Me? – 2:03

## Singleauskopplungen
Aus den Alben wurden keine Singles ausgekoppelt.